# Papuaea reticulata
Papuaea reticulata – gatunek roślin z monotypowego rodzaju Papuaea z rodziny storczykowatych (Orchidaceae). Rośliny są endemitami występującymi na wyspie Nowa Gwinea w Oceanii.

## Systematyka
Gatunek sklasyfikowany do podplemienia Goodyerinae w plemieniu Cranichideae, podrodzina storczykowe (Orchidoideae), rodzina storczykowate (Orchidaceae), rząd szparagowce (Asparagales) w obrębie roślin jednoliściennych.